# Турецко-венецианские войны

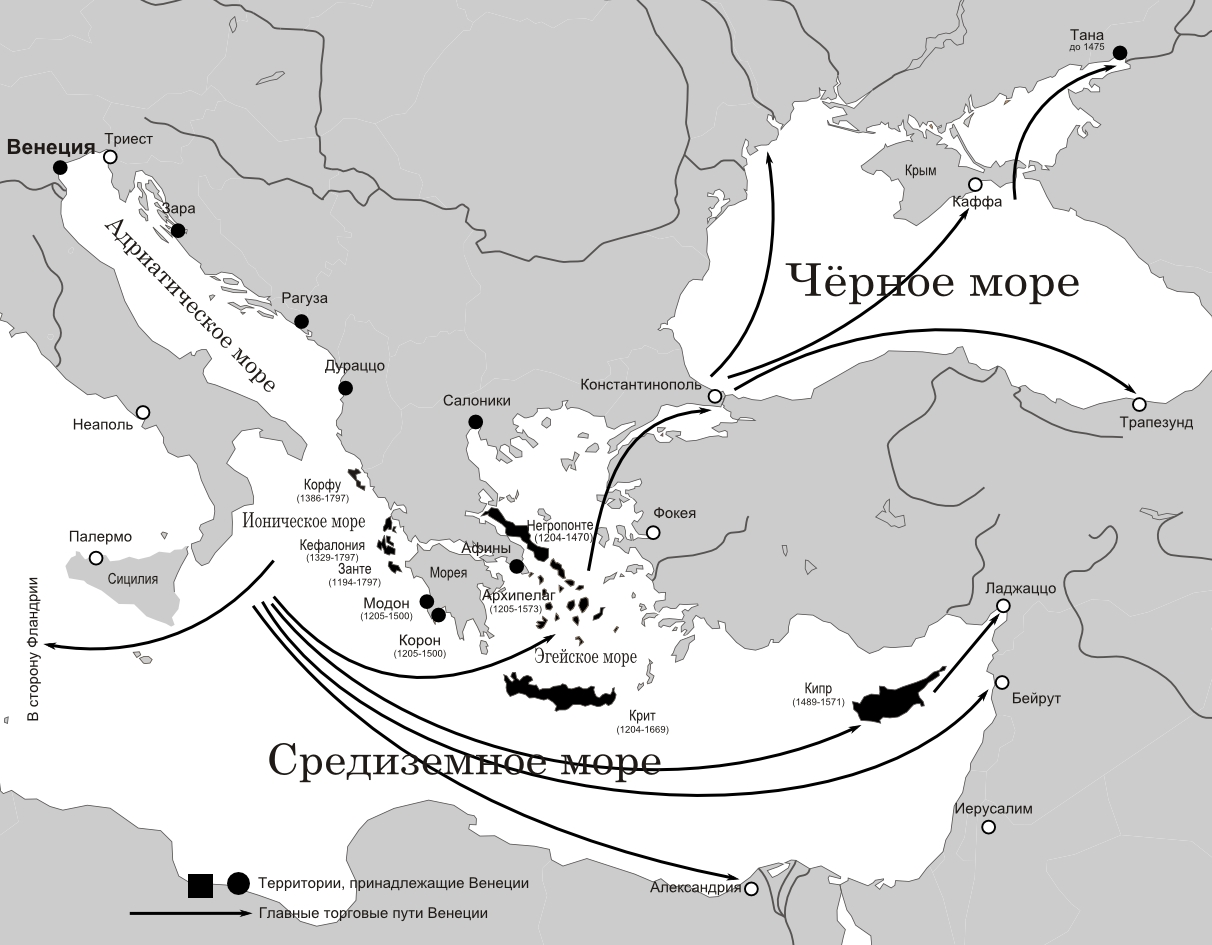
Венецианская морская империя.

Турецко-венецианские войны — ряд военных конфликтов, произошедших в XV—XVIII веках между Османской империей и Венецианской республикой.
Торговлю с Египтом, который был связан караванными путями с Востоком, контролировала Венецианская республика. До Марко Поло венецианских купцов на Востоке не было. В конце XV века окрепшая Османская империя перекрыла торговые пути из Европы в Китай и Индию. Вначале Венеция избегала конфликта с османами, предпочитая торговать с ними. Так, в 1355 году она заключила договор о защите Византии от любых врагов, исключая «Морат бея и его турок».

## Первая война (1423—1430)
В 1415 году турецкий флот атаковал Негропонт. В ответ Венеция снарядила 10 галер под командованием Пьетро Лоредана. 27 мая 1416 года в проливе Дарданеллы при Галлиполи Лоредан захватил турецкий флот. В 1421 году, после покорения венецианцами Салоник, Турция объявила Венеции войну. Начавшаяся в 1426 году война Венеции с Миланом вынудила республику воевать на два фронта. В результате в 1430 году Венеция потеряла Салоники, а уже через год, в 1431 году, заключила с турками мир в Адрианополе. Однако венецианцам было дано право свободного передвижения и ведения торговли на турецкой территории.

## Вторая война (1463—1479)
Вторая война с турками началась 28 июля 1463 года, с целью вернуть завоёванную турками Морею. На стороне Венеции время от времени выступал Святой Престол. Война шла неудачно и 25 января 1479 года Джованни Дарио подписал в Стамбуле мирный договор с турками. По итогам войны Венеция потеряла Негропонт, Лемнос, а также опорные пункты в Морее и Эпире. Кроме того, республике пришлось выплатить туркам компенсацию в 100 000 дукатов и платить ежегодно 10 000 дукатов за право вести торговлю на турецкой территории.

## Третья война (1499—1503)
В 1499 году турецкий султан Баязид II, закончив безрезультатную войну с мамлюками, начал третью турецко-венецианскую войну, решив сделать Адриатику границей между своими владениями и Венецией. В августе турки разбили у мыса Зонкьо в Ионическом море венецианский флот, после чего захватили находившийся под властью Венеции западно-греческий порт Лепанто. В 1500 году турки вновь разгромили венецианцев на море, захватив Модон, Корон и Наварино. Венеция смогла привлечь союзников в лице Папского государства, Венгрии и Франции, но не смогла добиться успехов и в 1503 году заключила мир, отдав под контроль Османской империи всё побережье Мореи.
К 1522 году, при Сулеймане Великолепном, Османская империя окончательно сложилась и продолжила вытеснять Венецию из Средиземноморья.

## Четвёртая война (1537—1540)
Поражение в очередной войне с турками стоило Венеции эгейских колоний Нафплиона и Монемвасии (откуда ввозили знаменитое вино мальвазия), а также 300 000 дукатов.

## Пятая война (1570—1573)
В 1570 году турки осадили Кипр, начав Кипрскую войну. При поддержке папы Пия V Испания, Венеция, Генуя, Сицилия, Неаполь и Австрия сформировали флот. Однако туркам удалось в 1571 году захватить Кипр. Венецианского командующего Маркантонио Брагадина, который принёс туркам ключи от города, протащили волоком по городу, а потом с живого сняли кожу. Триста человек, пришедших с ним, были обезглавлены.

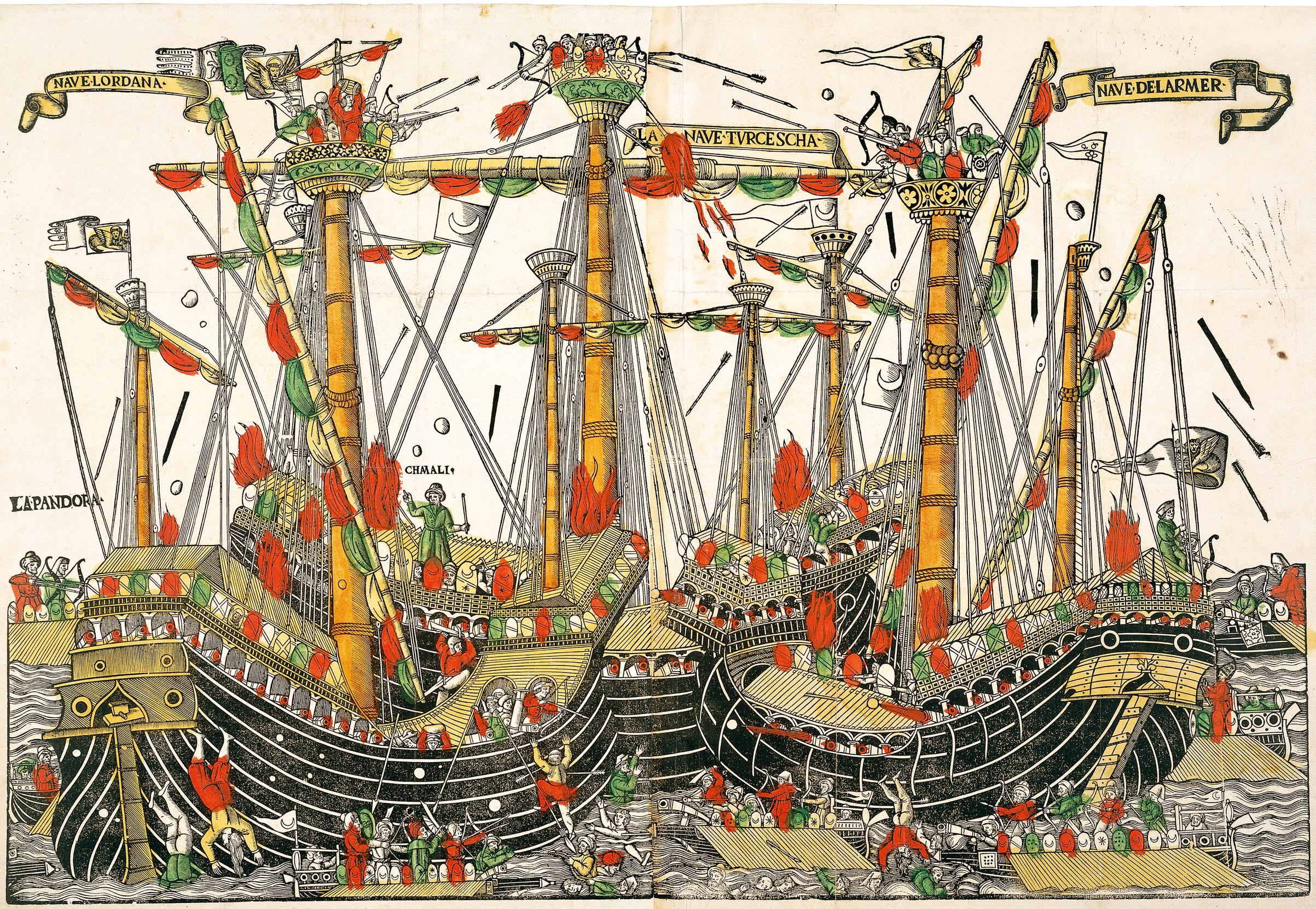
Наваринское сражение

Христианский мир, реагируя на турецкую угрозу, в мае 1571 года в Риме создал Священную Лигу, в которую вошли Венеция, Испания и Папская область. Под общим командование Дона Хуана Австрийского, единокровного брата короля Филиппа II Испанского, 7 октября 1571 года в Коринфском заливе, возле порта Лепанто, сошлись христианская и турецкая эскадры. Венецианским флотом командовал Себастьяно Веньер. Христианский флот при Лепанто состоял из 207 галер, 6 галеасов и 30 других кораблей. На них находилось 740 пушек и 84 420 человек. У турок было 242 корабля, они имели преимущество в численности, христиане в артиллерии. Сражение началось около 12 часов одновременно на трёх фронтах. В результате турки потерпели поражение, потеряв 30 тыс. человек убитыми, ещё 8 тыс. попало в плен. Христиане потеряли 8 тыс. человек. Было потоплено 113 турецких галер ещё и 117 захвачено, в то время как христиане потеряли лишь 12 галер. Эта победа произвела огромное впечатление на Европу, показав, что непобедимых доселе турок можно побеждать.
Однако в мае 1572 года папа Пий V скончался, и христианский альянс распался, в то время как турки построили новый флот. Брошенная союзниками Венеция была вынуждена принять предложенные турками условия мира. По условиям мирного договора от 3 марта 1573 года Венеция отказалась от всех притязаний на Кипр и обязалась в течение трёх лет платить султану по 300 тысяч дукатов. Турецкий посол в Венеции так охарактеризовал битву при Лепанто:
«Между вашим поражением и нашим есть глубокое различие. Захватывая Кипр далеко от вас, мы отрезаем вам руку. Нанеся поражение нашему флоту, вы сбриваете нам бороду. Отрезанная рука никогда не вырастет, а новая борода станет ещё гуще».

## Шестая война (1645—1669)
После поражения в Кипрской войне Венеция старалась поддерживать хорошие отношения с Османской империей. Но в начале октября 1644 года рыцари из ордена Святого Иоанна захватили турецкий корабль, на борту которого находились кадий Мекки, бывший главный чёрный евнух султанского гарема Сюнбюль-ага, примерно 30 наложниц султана, а также ряд других высокопоставленных паломников. Османы, узнав о судьбе судна, решили отомстить. Так началась Критская война.
В 1648 году турки вторглись на Крит и 25 лет осаждали его столицу Кандию. Понимая неизбежность поражения, Венеция обращалась за помощью ко всем христианским странам, подчёркивая, что на весах лежит не просто будущее венецианской колонии, но безопасность всего христианского мира, так как потеря Крита будет означать потерю половины Средиземноморья. Помощь подоспела слишком поздно и Венеция потеряла Кандию в 1669 году. Франческо Морозини, командующий венецианским флотом, в обмен на капитуляцию беспрепятственно вывез из Кандии оставшихся в живых защитников города. Эта война стоила Венеции порядка 150 миллионов дукатов. В венецианском диалекте появилось выражение «esser incandio» (побывать в Кандии), означающее крайнюю степень отчаяния или разорение.

## Седьмая война (1684—1699)
19 января 1684 года Венецианская республика вступила в Священную лигу, основанную папой Иннокентием XI для помощи императору Леопольду I в Великой Турецкой войне (1683—1699). Так для Венеции началась Морейская война. В июле 1684 года Франческо Морозини возглавил флот Священной лиги и захватил остров Санта-Маура и крепость Превеза на материке. Летом 1685 года войска Священной лиги захватили бывший венецианский порт Корон и большую часть Мореи. В 1687 году были захвачены Лепанто, Патры, Коринф и Афины, при обстреле которых был взорван Парфенон, в котором турки устроили пороховой склад. В марте 1688 года Морозини был заочно избран дожем и продолжал свои завоевания до смерти в январе 1694 году. Венецианцам удалось разгромить османский флот у Митилини, взять Монемвазию, Авлон, Саламин, Гидру и Спеце. В сентябре 1694 года новый венецианский главнокомандующий Антонио Дзено захватил остров Хиос, но в феврале 1695 года турки нанесли венецианцам жестокое поражение на море, и те покинули остров. За потерю Хиоса Дзено был снят со своего поста, арестован и через два года скончался в тюрьме. В дальнейшем венецианцы помешали высадке турок на Арголиде и одержали несколько побед на море. Тем временем император Леопольд I решил заключить мир с Османской империей, желая получить свободу действий в намечающейся борьбе за испанское наследство. По Карловицкому миру 1699 года Венеции удалось сохранить за собой Морею, но пришлось вернуть туркам Аттику. Временные успехи в борьбе с турками, позволившие Венеции вернуть Морею, не изменили кардинально общей ситуации.

## Восьмая война (1714—1718)
9 декабря 1714 года Турция объявила войну Венеции. Так началась Вторая Морейская война, последняя в ряду турецко-венецианских войн. Венеция обратилась за помощью к европейским державам, но получила лишь дюжину галер от папы, Великого герцога Тосканского и Мальтийского ордена. В 1715 году турки всего за два месяца вновь завоевали Морею. А вот в Далмации венецианцы при помощи ополчения местных городов и морлахов смогли отбить атаки турок. В 1716 году положение Венеции несколько улучшилось благодаря вступлению в войну Австрии, опасавшейся, что захват турками Ионических островов и Далмации поставит под удар австрийские владения в Хорватии и Италии (Неаполь). 5 августа прославленный полководец принц Евгений Савойский разгромил армию великого визиря при Петервардейне, до некоторой степени повторив «кровавую баню» при Зенте 20-летней давности. Совместными действиями австрийцы и венецианцы не позволили туркам летом того же 1716 года захватить Корфу, а затем, воспользовавшись передышкой, при содействии испанского флота взяли Санта-Мавру и Бутринти — города на побережье Эпира напротив Корфу, не встретив там сопротивления. В 1717 году венецианцы в целом успешно воевали на море, разбив турок у острова Имброс и сведя вничью сражение у острова Чериго (известно также как битва при Матапане). На суше, по прежнему действуя вместе с австрийцами, венецианцы в октябре заняли Превезу и Воницу.
Австрийцы, стоявшие на пороге войны с испанским королём Филиппом V Бурбоном (1718—1720), торопились закончить войну с Турцией, не особенно учитывая интересы своего союзника. В мае 1718 года в Пассаровице (Пожаревац) были начаты мирные переговоры при посредничестве Англии и Голландии. Венецианский уполномоченный Карло Руццини тщетно добивался возвращения республике Мореи, Суды и Спиналонги, или хотя бы расширения венецианских владений в Албании на юг до Скутари и Дульчиньо. Мир был заключён 21 июля. Венеция сохранила за собой ряд городов, завоёванных в Далмации, Герцеговине и Албании с прилегающей территорией на расстоянии лиги от города, а также Бутринто, Превезу и Воницу, но без окружающих территорий. Кроме того, турки вернули республике остров Чериго. Ионические острова и Корфу остались у Венеции. Таким образом, Венеция была окончательно вытеснена из Эгейского моря. К моменту подписания Пассаровицкого мира обе стороны были предельно истощены и практически не представляли угрозы интересам друг друга. Граница, установленная в 1718 году, оставалась неизменной до самого конца Венецианской республики и начала войны второй антифранцузской коалиции.